# Бердалиев, Полатбай Турганбекович
Полатбай Турганбекович Бердалиев (род. 26 сентября 1986, село Жамбул, Ташкентская область, Узбекская ССР, СССР) — узбекский и казахский серийный убийца и насильник, совершивший вместе с сообщниками как минимум 11 убийств женщин, сопряжённых с изнасилованиями, в период с 12 ноября 2011 по 9 апреля 2012 года на территории Узбекистана и Казахстана. В 2013 году Полатбай Бердалиев был приговорён к пожизненному лишению свободы на территории Казахстана.

## Биография

### Детство и юность
Полатбай Бердалиев родился 26 сентября 1986 года в селе Жамбул (Ташкентская область, Узбекская ССР) в семье этнических казахов. Детство и юность провел в социально благополучной обстановке. Отец Бердалиева являлся сотрудником ГУИН при МВД Республики Узбекистан. Оба родителя Полатбая вели законопослушный образ жизни, не имели проблем с законом и вредных привычек, отрицательно влияющих на быт, здоровье сына и благосостояние семьи в целом. Вследствие социально благополучной обстановки в семье и материальной обеспеченности, Полатбай Бердалиев с юношеских лет начал страдать комплексом превосходства и демонстрировать деструктивное поведение по отношению к окружающим. В начале 2000-х годов Полатбай Бердалиев вместе с одноклассником и своим близким другом Абдусеитом Ормановым совершил изнасилование нескольких одноклассниц. Изнасилованные девочки обратились в правоохранительные органы, после чего Бердалиев и его друг были арестованы. Несмотря на это, они не были привлечены к уголовной ответственности, так как потерпевшие вскоре после их ареста при невыясненных обстоятельствах забрали свои заявления. По версии следствия, на ход расследования сильно повлиял отец Полатбая Бердалиева, который будучи сотрудником ГУИН при МВД Республики Узбекистан, оказал давление на потерпевших и сумел договориться с их родственниками во внесудебном порядке о подаче заявления об отказе в возбуждении уголовного дела. После окончания школы, Полатбай Бердалиев покинул Узбекистан и отправился в Казахстан с целью продолжить образование и в дальнейшем найти там работу. Следующие несколько лет он прожил на территории Алма-Аты, где вследствие материальных трудностей зарабатывал на жизнь частным извозом, случайными заработками и кражами. В 2007 году Полатбай Бердалиев был арестован по обвинению в краже, сопряжённой с разбоем. На судебном процессе он был признан виновным, после чего Алмалинский районный суд города Алма-Аты назначил ему уголовное наказание в виде 6 лет лишения свободы. Свое наказание Бердалиев отбывал в одной из исправительных колоний, расположенной недалеко от города Шымкент. В 2010 году он получил условно-досрочное освобождение и вышел на свободу, после чего вернулся в Узбекистан к родителям. Проживал в поселке Каратукум (Ширчикский район Ташкентской области), по другим данным в родном поселке Жамбул. Некоторое время он вместе со своим школьным другом Абдусеитом Ормановым торговал на Койлюкском рынке Ташкента, после чего решил зарабатывать на жизнь частным извозом. Для этой цели мать Полатбая Бердалиева помогла ему купить «Mercedes-Benz C180» черного цвета с узбекским госномером «10 U 808 DA» за 11 тысяч долларов на Сергелийском авторынке осенью 2010 года.

### Серия убийств
В период с 12 ноября 2011 по 9 апреля 2012 года на территории Узбекистана и Казахстана Полатабай Бердалиев совершил как минимум 11 убийств девушек. На территории Узбекистана было совершено 7 убийств и ряд разбоев, а на территории Казахстана — 4 убийства. 5 жертв Полатбая Бердалиева являлись гражданками Узбекистана, 5 гражданками Казахстана и 1 гражданкой Украины. Самой младшей из убитых был 21 год, а самой старшей — 53 года. Во время совершения преступлений Бердалиев продемонстрировал выраженный ему образ действия. Он заманивал жертв в свой автомобиль предлагая услугу междугородного такси. Своих жертв он вместе со своими сообщниками увозили в безлюдные места, где подвергали сексуальному насилию, после чего убивали посредством удушения. Орудием убийств служили платки, шарфы, шнурки от обуви и ремешки от сумок убитых женщин. У своих жертв Бердалиев похищал деньги, ювелирные изделия и другие вещи, представляющие материальную ценность, которые затем дарил родственникам или своей девушке. Часть похищенного Бердалиев вместе с сообщником продал в Узбекистане на одном из черных рынков. Трупы двух женщин Бердалиев после совершения убийств поджег в области половых органов в расчете на то, что огонь уничтожит его биологические следы. В большинстве случаев все убийства Бердалиев совершил совместно со своим другом и бывшим одноклассником Абдусеитом Ормановым.
Первой жертвой убийц стала Тамара Аширова. 12 ноября 2011 года около 21:30 Абдусеит Орманов и Полатбай Бердалиев отправились на таможенно-пограничный пункт «Гишткоприк» в Зангиатинском районе Ташкентской области с целью поиска клиентов, перешедших таможенно-пограничный пункт в Узбекистан. Через несколько минут после появления там, преступникам удалось заманить в свой автомобиль Тамару Аширову, которую они вывезли объездными дорогами на 42-й километр трассы «Ташкент-Алмалык», проходящей через посёлок Дустлик Ахангаранского района. Машину они отогнали на поле, расположенное в 60-70 метрах от трассы, где совершили нападение на женщину, в ходе которого изнасиловали ее и задушили. Тело убитой Бердалиев в попытке сокрытия своих биологических следов поджег в области половых органов, после чего сжег ее паспорт.
29 ноября 2011 жертвой Бердалиева стала 44-летняя Мухаббат Раззакова. В тот день Бердалиев с Ормановым снова отправились на таможенно-пограничный пост «Гишткоприк». Заманив Раззакову в свой автомобиль, они отвезли ее объездными дорогами в село Тинчлик (Юкарычирчикский район Ташкентской области). На одном из полей они остановили автомобиль, после чего совершили нападение на Раззакову, в ходе которого изнасиловали её и задушили верёвкой. Похитив у нее деньги и ряд других вещей, представляющих материальную ценность, Полатбай Бердалиев как и в случае с убийством Тамары Ашировой — поджег труп Раззаковой в области половых органов, после чего уничтожил ее паспорт.
Третье убийство было совершено 3 декабря 2011 года. Очередной жертвой стала 22-летняя Нагима Бекбаува. Ее как и предыдущих жертв Бердалиев и Орманов встретили на таможенно-пограничном пункте «Гишткоприк». Девушка направлялась в село Саксанота (Юкарычирчикский район). Однако Бердалиев с сообщником доставили её только на 23-й километр трассы «Бектемир-Газалкент», проходящей через село Истиклол Юкарычирчикского района, где они в лесистой местности недалеко от дороги, изнасиловали Нагиму Бекбауву и задушили с помощью женского платка, который жертва использовала в качестве головного убора.
7 декабря 2011 года Бердалиев с Ормановым совершили очередное убийство. В тот день на таможенно-пограничном пункте «Гишткоприк» они заманили в свой автомобиль 39-летнюю Нурипу Мизанову. Женщина была гражданкой Узбекистана, но проживала в городе Шымкент Южно-Казахстанской области Республики Казахстан. Бердалиев с сообщником объездными дорогами вывезли жертву на поляну недалеко от села Суранкент (Южночирчикский район), где в ходе нападения изнасиловали ее и задушили с помощью шарфа.
19 декабря 2011 года Полатбай Бердалиев убил на территории Шымкента 29-летнюю Екатерину Тишкунову, которая приехала в город из Астаны на поезде. В последний раз она была замечена живой на железнодорожном вокзале, когда садилась в такси черного цвета. 21 декабря на 710-м километре трассы «Алматы – Термез», тело Екатерины обнаружили на обочине дороги. Полатбай Бердалиев задушил ее ремешком от ее же сумочки. Его добычей стал чемодан с личными вещами убитой, ноутбук, 500 тенге и золотые серьги.
28 декабря 2011 года жертвой серийных убийц стала 25-летняя Рана Расаходжаева, уроженка Ферганы, работавшая в сфере медицины. Женщина приехала в Ташкент в конце декабря 2010 года и устроилась оператором в компанию «Perfectum Mobile». Это убийство Бердалиев и Орманов, прежде обычно совершавшие свои преступления в отдалённых районах, совершили практически в центре Ташкента. Занимаясь частным извозом, они в качестве пассажирки посадили в свой автомобиль Расаходжаеву на улице Т. Шевченко Мирабадского района Ташкента. Сначала, по указанию женщины, они направились в сторону улицы Д. Кунаева и подъехали к  многоэтажному дому. Однако Бердалиев не стал останавливаться возле нужного подъезда. Он проехал еще несколько десятков метров, после чего остановил машину в тёмном месте двора дома, где совместно с Ормановым совершил нападение на Рану Расаходжаеву, в ходе которого они изнасиловали её и задушили ремешком от её сумки. Тело убитой они выбросили из машины перед одним из гаражей на территории микрорайона Ташкента под названием «Куйлык-1».
9 января 2012 года Бердалиев и Орманов совершили убийство 21-летней Махбубы Мирзахмедовой. В тот день, примерно в 18:30 преступники, разыскивая потенциальных жертв, проезжали по улице Х. Бойкаро в микрорайоне «Сувсоз» Бектемирского района Ташкента. Проезжая по улице, она подобрали в качестве пассажирки Мирзахмедову, которая проживала на улице Астробад Чиланзарского района Ташкента. Девушка намеревалась попасть домой, однако преступники объездными дорогами отвезли ее на пустырь, расположенный недалеко от завода железобетонных изделий №2, возле Ташкентской кольцевой дороги, где сначала изнасиловали девушку, а затем задушили её шнурком от её обуви. После этого, забрав деньги и вещи, бросили ее тело в бетонный ров и скрылись с места преступления.
10 февраля 2012 года Бердалиев совершил убийство 25-летней Алии Даулетбаевой неподалеку от города Сарыагаш (Казахстан). В день исчезновения женщина собиралась в областной центр. Ряд свидетелей впоследствии заявили полиции, что выйдя на остановку Даулетбаева поймала попутку — автомобиль черного цвета, после чего пропала без вести. Ее тело было обнаружено 12 февраля в степи, недалеко от дороги. В ходе расследования, муж Даулетбаевой сообщил сотрудникам полиции о том, что в день убийства его супруга выехала из Сарыагаша в Шымкент на попутке примерно в 15:30, о чем сообщила ему во время телефонного разговора по мобильному телефону. Согласно их договоренности, он вместе с сыном вышел встречать жену на дороге при въезде в город. Через некоторое время Алия Даулетбаева  позвонила ему и сообщила, что такси остановилось в 30 км от города по причине поломки двигателя, после чего на связь она больше не вышла.
Спустя день, 11 февраля, Бердалиев и Орманов прибыли на железнодорожный вокзал города Шымкент, где посадили в машину только что сошедшую с поезда 53-летнюю Сайлаугуль Серикбаеву. Они отвезли её на 712-й километр трассы «Алматы-Термез», где угрожая оружием отобрали у неё деньги и мобильный телефон. Совершив изнасилование женщины, Полатбай Бердалиев задушил её с помощью женского платка, после чего похитил у нее ювелирные украшения стоимостью 120 тысяч тенге, сотовый телефон и 35 тысяч тенге наличностью. В ходе расследования сотрудники правоохранительных органов обнаружили ряд свидетелей, которые заявили, что в день исчезновения женщина около 6.00 утра она поймала такси на привокзальной площади, после чего пропала без вести.
Следующее убийство было совершено в Казахстане 8 марта 2012 года.  В тот день Абдусеит Орманов и Полатбай Бердалиев пересекли границу через таможенно-пограничный пост «Коплонбек» и отправились в направлении города Сарыагаша. Около  10:30 они увидели 40-летнюю Сулушаш Акимбаеву, которая искала попутку до села Жибек. Доверившись преступникам, женщина села к ним в машину. Бердалиев в ходе поездки остановил машину в безлюдном месте, где они с Ормановым изнасиловали жертву, после чего задушили ремешком её же сумки. Тело убитой они сбросили на обочине трассы «Алматы — Термез» недалеко от города Шымкент.
Последнее убийство было совершено 9 апреля 2012 года. Жертвой Бердалиева стала 22-летняя Марина Фок, гражданка Украины. Преступники встретили свою жертву на таможенно-пограничном посту «Гишткоприк» в Зангиотинском районе. Марина Фок направлялась из Казахстана в Ташкент, где она проживала на тот момент.  Посадив ее в качестве пассажирки в свой автомобиль, Бердалиев и Орманов свернули с трассы на  поле недалеко от села Дустлик (Ахангаронский район), где изнасиловали её, после чего задушили ремешком ее же сумки.

### Арест, следствие и суд
Так как во время совершения всех убийств Бердалиев продемонстрировал выраженный ему образ действия, в апреле 2012 года следствие пришло к выводу, что в регионе действует серийный убийца, после чего по приказу начальника ДВД Южно-Казахстанской области все уголовные дела были объединены в одно делопроизводство. Для расследования серии убийств была создана специальная оперативно-следственная группа, в которую вошли лучшие оперативники и следователи Казахстана.
В ходе расследования следователи опрашивали и проверяли таксистов из различных таксопарков и частных извозчиков, которые часто ожидали клиентов у железнодорожных вокзалов в городах, где были совершены убийства. Следователи проверили записи многочисленных камер видеонаблюдения, установленных на трассах и возле государственной границы, фиксируя автомобили пересекавшие границу Казахстана с Узбекистаном до и после случившихся преступлений. На основании показаний ряда свидетелей был составлен фоторобот преступника, однако к разоблачению Полатбая Бердалиева это не привело.
Всего же в ходе расследования было опрошено более 2000 человек в качестве свидетелей и было проверено  свыше 500 владельцев автомобилей «Mercedes-Benz» на предмет установления их причастности к расследуемым деяниям. Кроме этого было проведено несколько десятков различных криминалистических экспертиз и проанализировано более 50 тысяч номеров абонентов мобильной связи.
В соответствии с Конвенцией о правовой помощи и правовых отношениях по гражданским, семейным и уголовным делам Генеральная прокуратура Республики Казахстан направила международные следственные поручения в Россию, Кыргызстан и Узбекистан. Спустя несколько дней из МВД Узбекистана была получена ориентировка на преступника и информация о том, что серийный убийца действуя схожим образом убил в Узбекистане 7 женщин, после чего 11 совершенных в двух государствах уголовных дел объединили в одно и оперативно-целевая группа Казахских следователей стала работать совместно с коллегами из Узбекистана, координируя свои действия.
В мае 2012 года в ходе оперативно-розыскных мероприятий Полатбай Бердалиев, как человек занимавшийся частным извозом и владелец автомобиля «Mercedes-Benz C180» черного цвета, который несколько раз попадал на видеозаписи камер видеонаблюдения, установленных на государственной границе между Казахстаном и Узбекистаном в дни, когда в Казахстане были совершены убийства — попал в число подозреваемых. В ходе опроса его родственников и знакомых, члены оперативно-следственной группы выяснили, что Полатбай Бердалиев находился в городе Тараз (Жамбылская область). За Бердалиевым 2 дня велось наблюдение, после чего он был арестован при участии сотрудников спецназа. Во время ареста Бердалиев сопротивления не оказал. В ходе первых же допросов он признался во всех совершенных убийствах и дал показания против своего основного сообщника 26-летнего Абдусеита Орманова. На основании этого Орманов вскоре был арестован на территории Узбекистана. В течение летних месяцев 2012 года Бердалиев и Орманов с целью закрепления показаний следственными действиями, под конвоем доставлялись на места совершения убийств для участия в следственных экспериментах, целью которых было воспроизведение обстоятельств совершения преступлений на местности. При проведении процессуальных и следственных действий они вели себя сдержанно, четко и подробно рассказывали детали изнасилований и убийств, показывали места, где были ими сброшены тела, безошибочно называли даты убийств. Их вина вскоре была подтверждена результатами молекулярно-генетической экспертизы, установившей, что биологические следы, оставленные на трупах убитых принадлежали Бердалиеву и Орманову. В ходе обысков в местах их проживания были обнаружены ряд вещей, которые впоследствии были опознаны родственниками жертв как принадлежащие им. На допросах Полатбай Бердалиев заявил, что будучи общительным человеком приятной наружности не испытывал проблем во время знакомства с девушками и всегда пользовался у них популярностью. Согласно свидетельствам Бердалиева, в определенный момент он перестал испытывать удовольствия от интимной близости с ними, после чего решился на совершение изнасилований, так как по его словам во время изнасилований своих одноклассниц в юности, когда они находились в его подчинении и  молили о пощаде — он ощутил сильное сексуальное возбуждение, которого в последующие годы он не сумел достичь ни с одной из девушек.
Судебный процесс над Полатбаем Бердалиевым открылся в начале 2013 года на территории Шымкента. Во время суда, рассчитывая на снисхождение, Бердалиев отказался от своих признательных показаний и заявил, что оговорил себя, находясь под физическим и психологическим давлением следствия, но несмотря на это, специализированный межрайонный уголовный суд собранную следствием доказательственную базу признал исчерпывающей, вследствие чего признал его виновным в совершении 11 убийств и 30 января 2013 года приговорил его к пожизненному лишению свободы. Судебный процесс над его сообщником Абдусеитом Ормановым проходил в Узбекистане. 30 ноября 2012 года Ташкентским областным судом он был признан виновным в соучастии в убийствах и в качестве уголовного наказания также получил пожизненное лишение свободы. Следствием было установлено, что в ряде убийств у Полатбая Бердалиева был еще третий сообщник, но его личность никогда не разглашалась общественности и он после ареста Бердалиева сумел скрыться от следствия.

## В массовой культуре
- Серия «Таксисты» из сериала «5:32» основана на деле Полатбая Бердалиева (2021)[12]